# Sint-Petrusbasiliek (Oirschot)
De Sint-Petrusbasiliek is de centrale kerk van de Noord-Brabantse plaats Oirschot. Het gebouw is gewijd aan de Heilige Petrus.

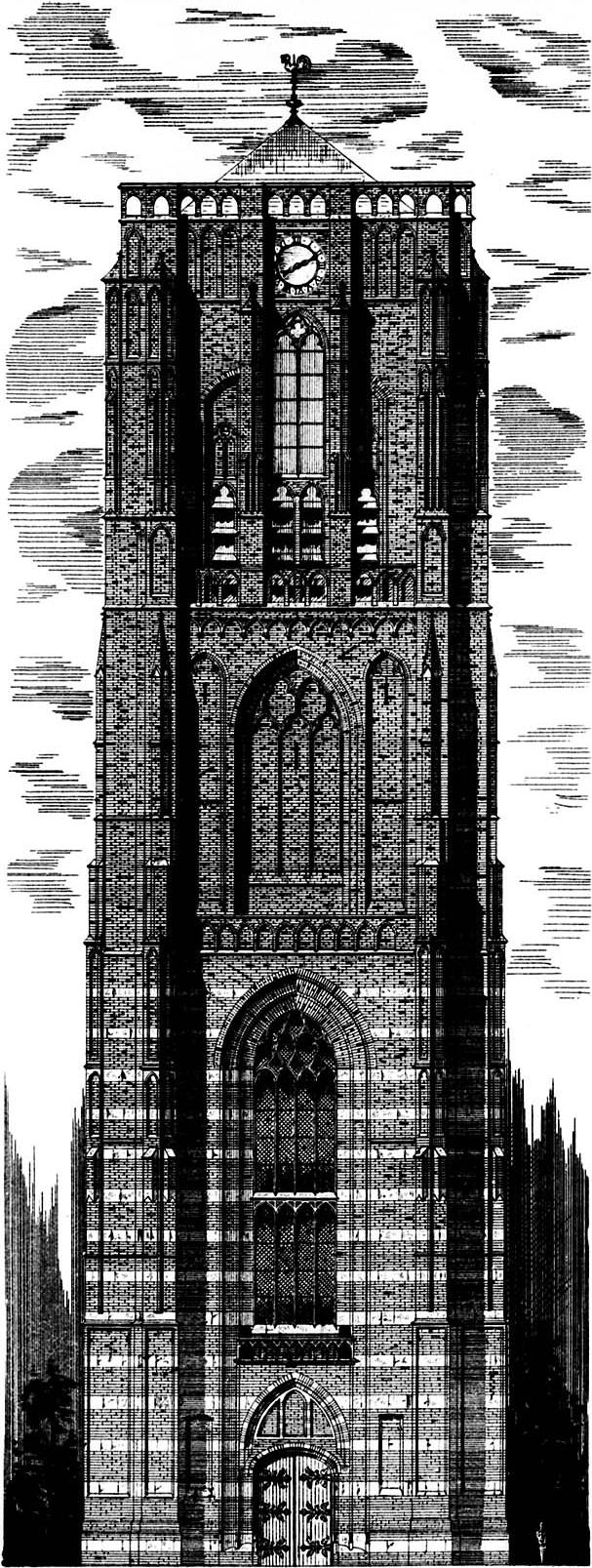
Toren. Jacobus van Gils. Juli 1892.

## Geschiedenis
De Sint-Petrusbasiliek is niet de oudste kerk van Oirschot: dat is de Mariakerk op het Vrijthof. Die kerk, die kapittelkerk was, werd te klein, maar kon niet worden uitgebreid. Daarom werd in 1268 een nieuwe kerk gebouwd, de Sint-Petruskerk. Dit werd de nieuwe kapittelkerk. Deze brandde echter in 1462 af, waarbij veel kostbare documenten en kunstvoorwerpen verloren gingen. Hierna ging men voortvarend aan het werk met de opbouw van de nieuwe kerk, maar er was regelmatig geldgebrek. De nieuwe kerk kwam pas in 1515 gereed.
In de middeleeuwen was het gebruikelijk om huizen tegen de kerk aan te bouwen. In 1566 was er een grote brand in Oirschot en daarbij brandde ook een deel van deze huizen af. Op last van koning Filips II mochten deze niet worden herbouwd, vanwege de veiligheid. In 1623 brandden de overige huizen af en ook deze mochten niet meer opnieuw opgebouwd worden. Sinds die tijd ligt de kerk weer vrij.
De hoge spits op de kerk werd in 1627 vernield door een blikseminslag, en sindsdien is de toren stomp.
Van 1648-1799 was de kerk Protestants. De katholieken hadden sinds 1672 een schuurkerk aan de Nieuwstraat. Toen de katholieken hun kerk weer terugkregen, bleef de toren in handen van de gemeente. De verwaarloosde kerk werd voorzien van nieuw interieur en in 1887 gerestaureerd.
De toren verviel echter verder, en stortte in 1904 gedeeltelijk in. Daarop kreeg de parochie de toren terug, en via een geldinzameling kon deze de toren herstellen. Op 2 oktober 1944, tijdens de bevrijding, werd de kerk door de geallieerden beschoten. Hierdoor stortten dak en toren in en ging een groot deel van het interieur verloren. Het herstel duurde van 1945-1952. In 1962 werd de noodkap op de toren hersteld in de situatie van na 1627, en in 1966 werd de kerk geklasseerd als rijksmonument.

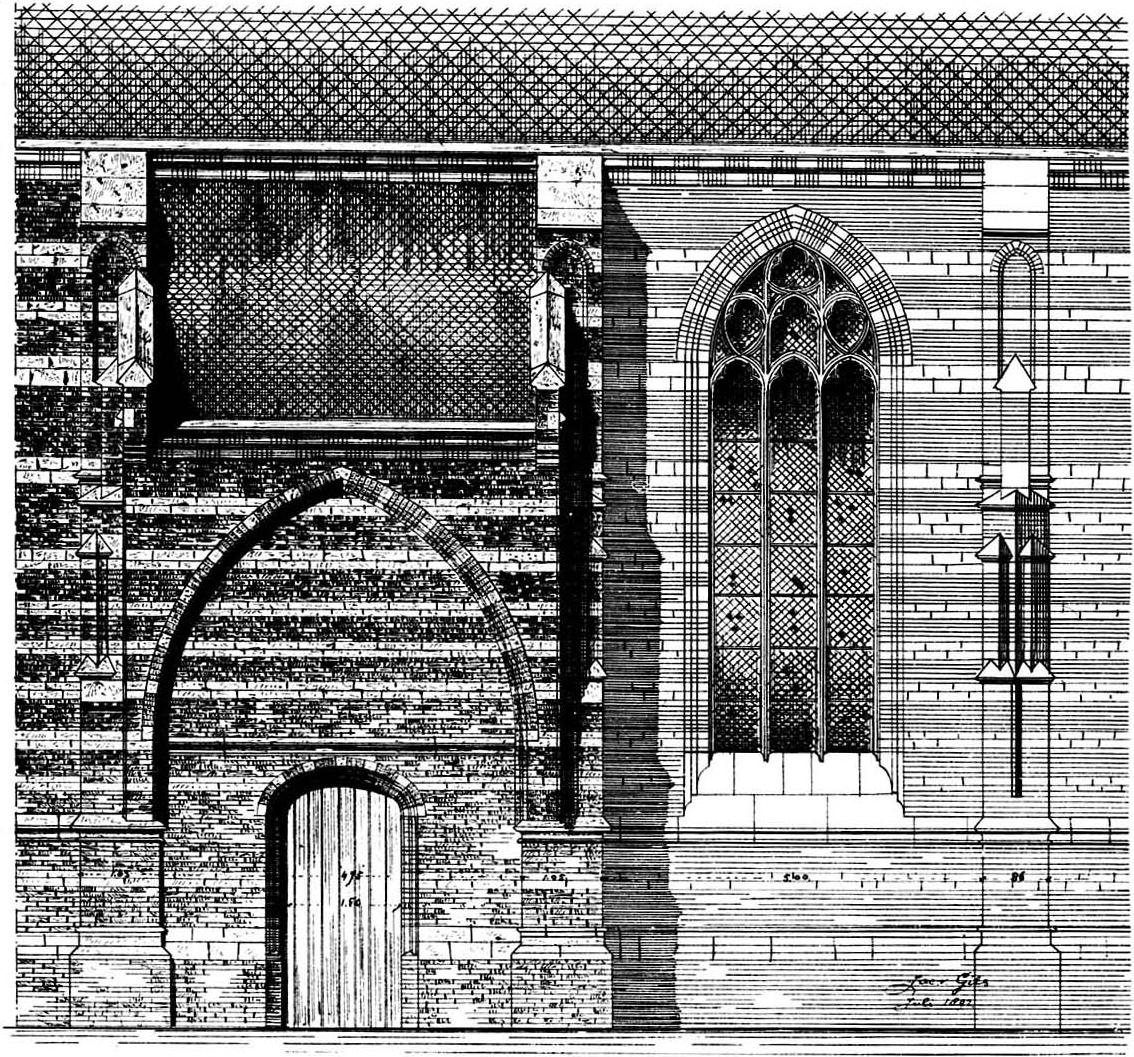
Zijbeuk (gedeeltelijk). Jacobus van Gils. Juli 1892.

Aan de Petruskerk is door de Romeinse Congregatie voor de Goddelijke Eredienst op 18 februari 2013 de eretitel van basiliek toegekend. De verheffing tot basiliek door bisschop Hurkmans heeft op 23 juni 2013 plaatsgevonden.

## Gebouw
De Sint-Petruskerk is een van de grotere nog bestaande gotische dorpskerken in Noord-Brabant. Ze is opgetrokken in baksteen met tufstenen speklagen die de kerk een markant uiterlijk geven. Deze tufstenen zijn tijdens de restauratie van 1887 deels vervangen door natuurstenen met ingehakte voegen ter grootte van de oorspronkelijke stenen. De kerk is een voorbeeld van Kempense gotiek. Het is een driebeukige kruiskerk met kooromgang en straalkapellen. Deze laatste zijn op een afwijkende manier verbonden met de kerk, namelijk tegen de kooromgang, vergelijkbaar met de situatie in Geel, dat ook de Van Merodes als heer had. Ondanks de grootte en rijkdom aan detail ontbreken uitbundige versieringen zoals luchtbogen, die bij grotere gotische stadskerken gewoonlijk worden aangetroffen. Er is een stergewelf over de kruising, en er zijn kruisgewelven over de andere onderdelen.
Bij het herstel van de toren zijn de tufstenen speklagen behouden gebleven. De derde geleding vertoont overeenkomsten met die van Hilvarenbeek.

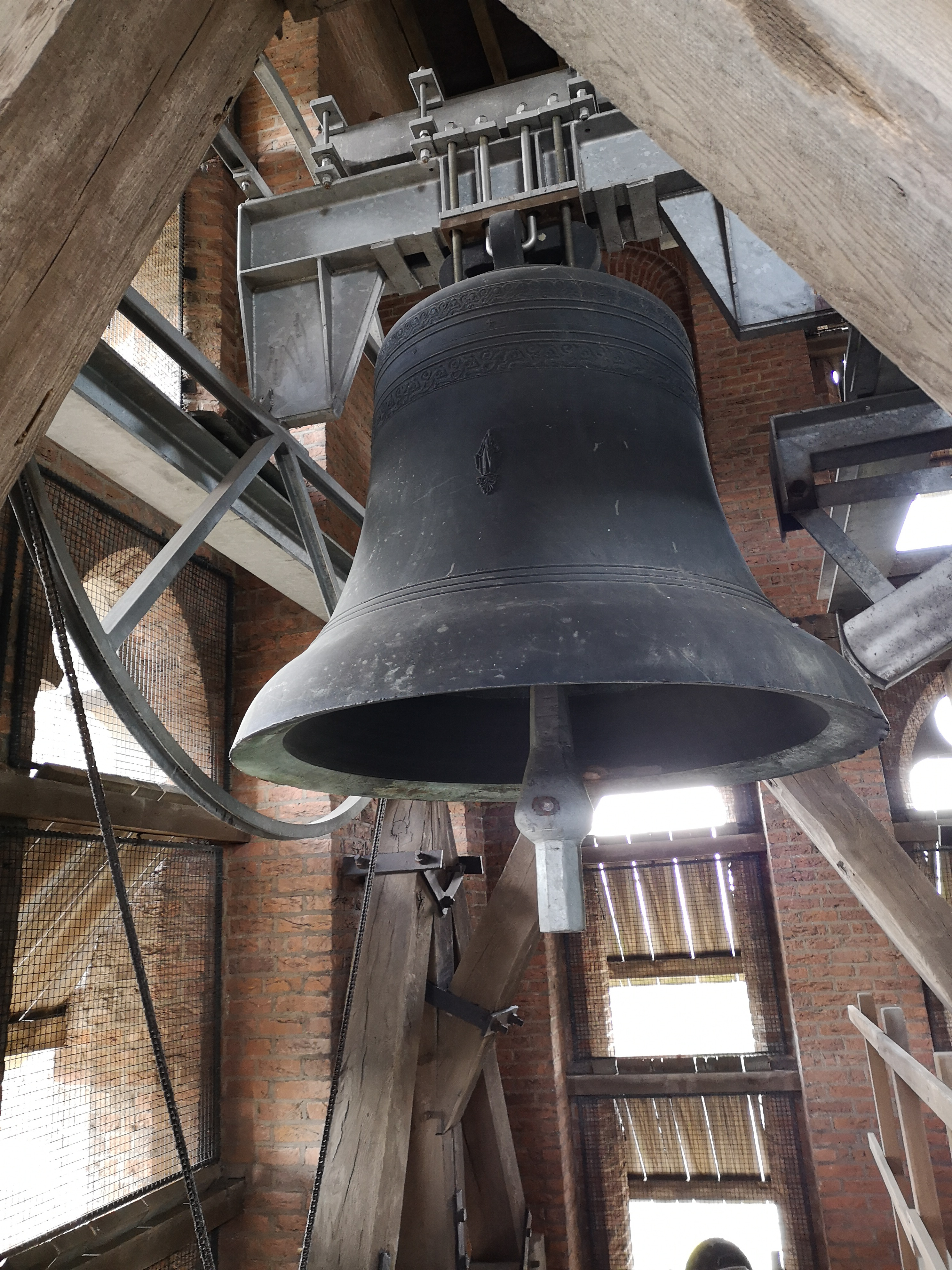
Luidklok 2 in de toren, die met name klinkt bij avondwakes.

## Interieur
- De koorbanken zijn bij de brand van 1944 verloren gegaan. Deze waren tussen 1508 en 1511 gesneden door Jan Borchmans, die uit Eindhoven afkomstig was en behoorden tot de hoogtepunten der Brabantse gotiek.
- Het grafmonument van Richard V van Merode, heer van Oirschot, in zwart marmer, bevindt zich in het torenportaal. De vier leeuwen waarop het monument rustte, dragen nu de doopvont.
- Het hoogaltaar uit ca. 1700 en de zijaltaren uit 1766 zijn afkomstig uit de katholieke kerk van Panningen.
- De preekstoel is afkomstig uit de kerk van Zeelst.
- Het orgel is een Smits-orgel, dat afkomstig is uit de Sint-Pieterskerk te 's-Hertogenbosch. Dit orgel kenmerkt zich door eigenaardige registers, zoals de Serpent en de Ophicleïde.

## Luidklokken
In de toren hangen zes luidklokken in de tonen bes - c - es - f - g - bes. Het is een van de grootste samenstellingen van luidklokken in Nederland.
De vier grootste luidklokken zijn gegoten door Petit & Fritsen uit Aarle-Rixtel in 1948. De twee kleinste luidklokken zijn gegoten door firma Eijsbouts in 1977, toen ook het carillon in de toren werd geplaatst.
De klokken 3, 4, 5 en 6 zijn voor de eucharistievieringen te horen. Klok 2 luidt voor avondwakes en klok 1 luidt voor uitvaarten.